# 巴西郡
巴西郡（はせい-ぐん）は、中国にかつて存在した郡。後漢末から隋代にかけて、現在の重慶市と四川省東部にまたがる地域に設置された。

## 概要
190年（初平元年）、益州牧の劉璋が趙穎の建議を受けて巴郡を分割した。江州から臨江までの県が永寧郡となり、朐忍から魚復までの県が固陵郡となり、墊江以上の県が巴郡となった。201年（建安6年）、劉璋が永寧郡を巴郡とし、固陵郡を巴東郡とし、もとの巴郡を巴西郡とした。ただしこの後漢末の三巴成立の経緯は、譙周『巴記』を引く正史の諸書に異説がみられる。
晋のとき、巴西郡は梁州に属し、閬中・西充国・蒼渓・歧愜・南充国・漢昌・宕渠・安漢・平州の9県を管轄した。
439年（南朝宋の元嘉16年）、巴西郡は梁州から益州に転属した。宋の巴西郡は閬中・西充国・南充国・安漢・漢昌・晋興・平州・懐帰・益昌の9県を管轄した。
南朝斉のとき、巴西郡は閬中・安漢・西充国・南充国・漢昌・平州・益昌・晋興・東関の9県を管轄した。
509年（南朝梁の天監8年）、北巴西郡に南梁州が置かれた。ほどなく南梁州は北巴州と改められた。西魏のとき、隆州が置かれ、北巴西郡は盤竜郡と改められた。
583年（開皇3年）、隋が郡制を廃すると、盤竜郡は隆州に編入された。607年（大業3年）に州が廃止されて郡が置かれると、隆州は巴西郡と改称された。隋の巴西郡は閬内・南部・蒼渓・南充・相如・西水・晋城・奉国・儀隴・大寅の10県を管轄した。
618年（武徳元年）、唐が郡制を廃すると、巴西郡は隆州と再び改称された。

## 綿州巴西郡
本節では、唐代の一時期に現在の四川省綿陽市一帯に設置された巴西郡について述べる。742年（天宝元年）、綿州が巴西郡と改称された。758年（乾元元年）、巴西郡は綿州の称にもどされた。